# Grijalba de Vidriales
Grijalba de Vidriales es una localidad española del municipio de Granucillo, en la provincia de Zamora, y la comunidad autónoma de Castilla y León.

## Topónimo
Grijalba es un hagiotopónimo, cuyo origen sería ecclesia, es decir, iglesia. La terminación alba tiene el significado de blanco. Por tanto, el significado de Grijalba sería iglesia blanca.

## Ubicación
Situada en el norte de la provincia de Zamora, dentro del valle de Vidriales de la comarca de Benavente y Los Valles. Pertenece administrativamente al municipio de Granucillo. Su término se caracteriza por su notable riqueza paisajística, con un vistoso monte de encinas.

## Historia
En la Edad Media, el territorio en el que se asienta Grijalba quedó integrado en el Reino de León, cuyos monarcas habrían emprendido la fundación del pueblo.
Posteriormente, en la Edad Moderna, Grijalba fue una de las localidades que se integraron en la provincia de las Tierras del Conde de Benavente y dentro de esta en la Merindad de Vidriales y la receptoría de Benavente.
No obstante, al reestructurarse las provincias y crearse las actuales en 1833, Grijalba de Vidriales pasó a formar parte de la provincia de Zamora, dentro de la Región Leonesa, quedando integrada en 1834 en el partido judicial de Benavente.

## Patrimonio
Cuenta con la iglesia parroquial de Santa María, uno de los templos más interesantes del valle de Vidriales. Se encuentra situada en el extremo de su casco urbano, sobre una pequeña elevación y formando parte de una plaza irregular. Consta de una nave rectangular, con cabecera cuadrada reforzada por contrafuertes, sacristía adosada al norte y espadaña de remate triangular y con acceso desde el exterior. El remate triangular de la espadaña es un modelo característico de la arquitectura religiosa de esta zona zamorana. Se trata de una obra de mampostería con piedra del lugar, en los que los sillares se han reservado a vanos, esquinas y elementos decorativos. El acceso se realiza por la puerta del muro meridional, de arco trebolado, sobre columnillas con capiteles con bolas, enmarcado por un alfiz, cubierto con un porche moderno. 
En el interior, cabecera y nave están separadas por un arco semicircular con capiteles vegetales, cubriéndose la primera con bóveda de crucería y recibe luz a través de una sencilla ventana gótica en el lado norte. Cuenta con un retablo mayor de la escuela de Gaspar Becerra (siglo XVIII), dividido en tres cuerpos con una vistosa muestra de imaginería.

## Fiestas
El 15 de agosto celebra su fiesta patronal, Nuestra Señora de la Asunción. También el primer fin de semana de mayo, con la novena de la virgen del Carmen.[cita requerida]